# 田崎一二

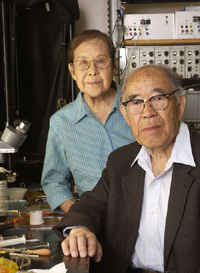
田崎 一二 博士とノブコ夫人

田崎 一二（たさき いちじ、Tasaki Ichiji、1910年10月10日 - 2009年1月4日）は、日系アメリカ人の生理学者。米国 NICHD 所属の研究者。専門は生物物理学、神経科学。子息に物理学者の田崎明、孫に同じく物理学者の田崎晴明がいる。植物学者の鳥居啓子は大姪（妹の孫）。

## 人物・経歴
1910年、福島県生まれ。1934年、慶應義塾大学医学部卒業。1938年、神経繊維における跳躍伝導の発見により慶應義塾大学から医学博士号を取得。学位論文の題は「髄鞘乾燥法と神経繊維の麻醉におけるその応用 」。第二次世界大戦後、ロックフェラー財団から支援を受けイギリスとスイスでの研究活動をし、1951年に渡米、アメリカ国籍を取得する。1953年からは、アメリカ国立衛生研究所（NIH）およびその関連研究機関で神経科学系の研究者として活躍し、2008年に名目的な引退はしたものの、亡くなる直前まで研究は継続していた。
ミエリン鞘で絶縁された有髄神経のランヴィエの絞輪における活動電位の跳躍伝導の発見で知られる。